# Almívar

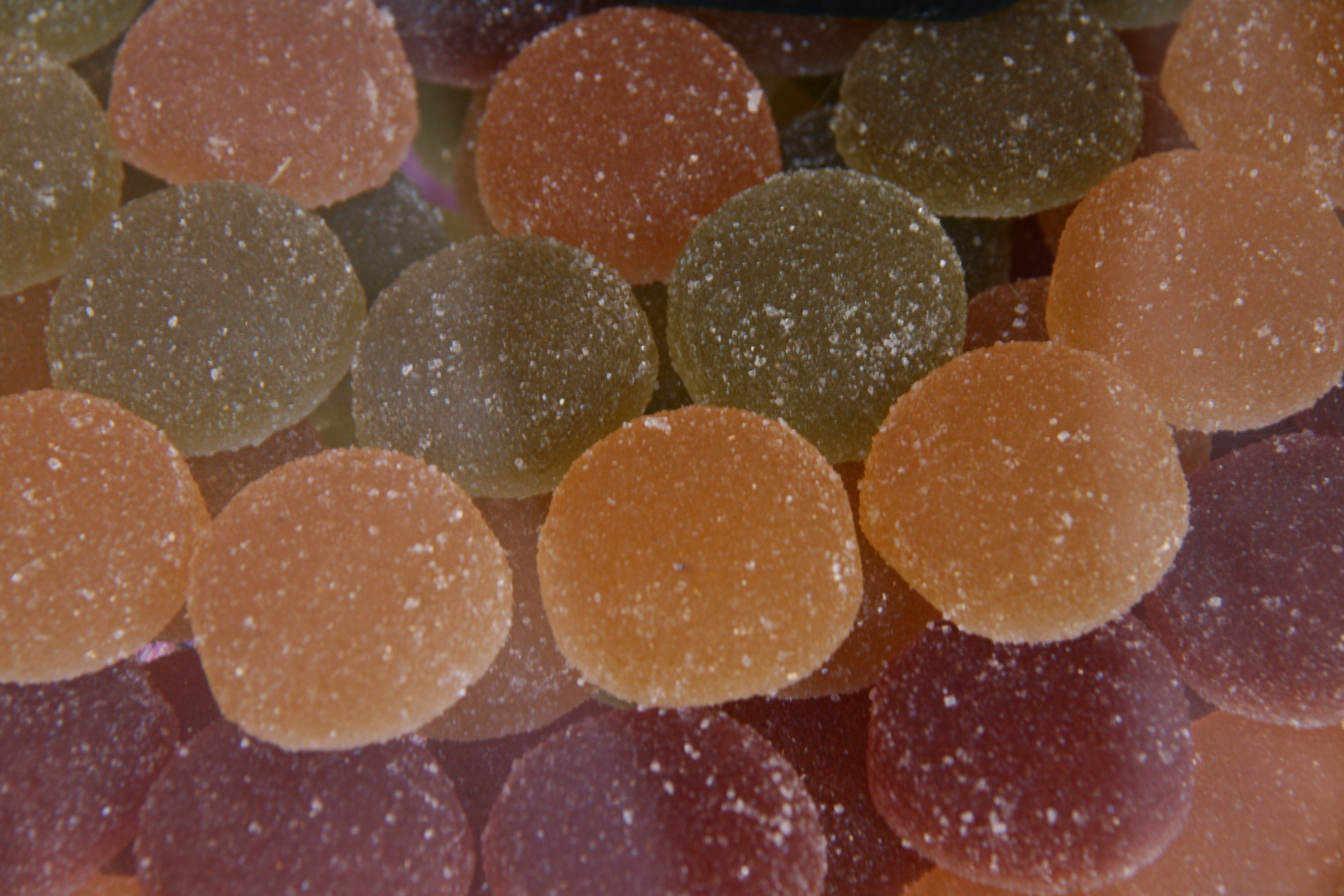
Un típus d'almívar fet amb sucre aigua i fruites.

L'almívar (de l'àrab probablement per via del castellà: al-maiba, un xarop a base de codony) o regal és una dissolució sobresaturada d'aigua i sucre, cuita fins que comença a espessir.
La consistència, que va de la d'un líquid gairebé tan fluid com l'aigua fins a la d'un caramel dur i trencadís, depèn de la saturació de sucre en l'aigua i del temps de cocció. L'almívar es fa servir per a conserves de fruita, per a cobrir productes de pastisseria, per a fer diversos tipus de caramels i a més és la base d'algunes postres com els sorbets, els fondants i les merenga italianes.
Hi ha tres mètodes per a determinar la consistència del sucre:
1. Mètode clàssic, sotmetre la mescla a proves mecàniques: si fa brins, boles... ;
2. la de densitat, amb un pesa-xarop;
3. la de temperatura, usant un termòmetre especial graduat de 100 a 200 °C.

El verb que designa l'acció de fer una menja en regal és candir (cast. almibarar).

## Tipus
En funció d'aquests paràmetres hi ha:
| Clàssic          | Densitat | Temperatura | Prova                                       | Ús                       |
| ---------------- | -------- | ----------- | ------------------------------------------- | ------------------------ |
| Xarop            | 18-20º   | 100 °C      | Forma pel·lícula en l'escumadora            |                          |
| Bri o fil fluix  | 29º      | 103 °C      | Forma brins si es refreda i s'estira        | Conserves de fruita      |
| Perla o Fil fort | 33-35º   | 105-110 °C  | Forma brins si es refreda i s'estira        | Fondants i glassejats    |
| Bola fluixa      | 37º      | 110-115 °C  | Forma bola tova entre els dits              | Fondants i caramels tous |
| Bola dura        | 38º      | 116-119 °C  | Forma bola dura entre els dits              | Caramels durs            |
| Làmina           | 39º      | 122-126 °C  | La bola s'agafa a les dents                 | Fruita gebrada           |
| Trencadís        | 40º      | 129-132 °C  | La bola no s'agafa a les dents              | Toffees                  |
| Caramel          | >40º     | 150-180 °C  | Deixant caure una gota al marbre resta dura |                          |